# Xanthophytum semiorbiculare
Xanthophytum semiorbiculare là một loài thực vật có hoa trong họ Thiến thảo. Loài này được (Bakh.f.) Axelius miêu tả khoa học đầu tiên năm 1990.